# کره جنوبی در بازی‌های آسیایی ۱۹۷۴
کره جنوبی در بازی‌های آسیایی ۱۹۷۴ در تهران، ایران که از ۱ تا ۱۶ سپتامبر ۱۹۷۴ برگزار شد، شرکت کرد. این کشور با ۱۶ مدال طلا، ۲۶ مدال نقره و ۱۵ مدال برنز (در مجموع ۵۷ مدال) در جایگاه سوم قرار گرفت.